# ヒシャム・エルゲルージ
ヒシャム・エルゲルージ（アラビア語: هشام الكروج、1974年9月14日 - ）は、モロッコ生まれの中距離走の陸上競技選手であり、1500mと1マイルの世界記録保持者である。
特に1500メートル競争はトラック競技の花形種目の1つであり、オリンピックや世界選手権などの世界最高峰の大会でも正式種目として採用され、数多く実施されているにもかかわらず、記録樹立から約26年が経過した現在(2024年8月現在)もいまだに更新されていない不滅の大記録となっている。ハイペースを長く持続させて後続を突き放し、逃げ切るスタイル。敬虔なムスリムで、競技を通じて得た莫大な報酬を、貧しい人々の援助に使っている。モロッコにおける英雄的存在である。

## 経歴

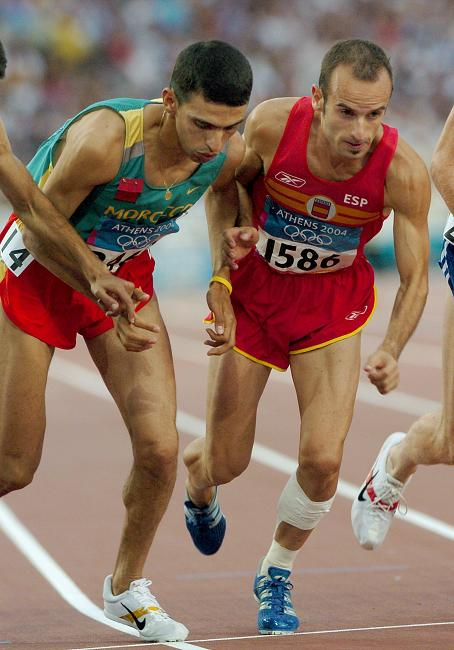
アテネオリンピックにおけるエルゲルージ（左）

1996年アトランタオリンピックで21歳ながら大会前に1500mで3分30秒を切ったこと、前年の世界選手権で銀メダルを獲得している実績から優勝候補に躍り出た。しかし、決勝のラスト1周になったところでヌールディン・モルセリの右足とエルゲルージの左足が接触、エルゲルージはそのまま転倒してしまい、惨敗した。金メダルは前年の世界選手権に続き、当時の中距離戦線で無敵を誇っていた世界記録保持者ヌールディン・モルセリ（アルジェリア）だった。その後のGPファイナルで、モルセリの連勝を45で止めた。以来、中距離走はエルゲルージの時代となった。
1999年世界陸上競技選手権大会では、ペースメーカーがいないにもかかわらず自身の世界記録に迫るハイペースで終始レースを進め、
フィニッシュでは大会直前に亡くなった国王に敬意を示すパフォーマンスを見せた。
2000年シドニーオリンピックでアトランタの借りを返すべく臨んだ。残り700m辺りで先頭に立ち、ハイペースで押し切りを図ったが、この策に失敗。最後の100mで失速し、ケニアのノア・ヌゲニにかわされてしまう。こうして97年GPファイナル以来の敗戦をオリンピックの大舞台で喫した。オリンピック記録を上回ったが銀メダルに終わった。2002年には12戦全勝し、「Athletics・International誌」、「Track&Field・News誌」、「ATFS(国際陸上競技統計者協会)｣の年間男子最優秀選手3冠を獲得した。
2004年アテネオリンピック前に連勝がストップしてしまう。原因はアレルギー性の呼吸器疾患とされている。迎えたオリンピックの1500mでは残り800mで先頭に立つとペースを上げ、最後はバーナード・ラガト（ケニア）との一騎討ちを制して優勝した。このときのラスト1周は51秒台だった。そして5000mでは、終始スローペースでラストスパート勝負になった。そのため、1500mが専門のエルゲルージはラスト1周を52秒台で走れた。驚異的なラストスパートを持つとはいえども長距離専門のケネニサ・ベケレ（エチオピア）も振り切られ、オリンピック無冠から1924年パリオリンピックのパーヴォ・ヌルミ（フィンランド）以来80年ぶりとなる1500m・5000mの2冠を達成した。
2005年は休養し、大会には出場していない。2006年に引退した。
なお、2023年にヤコブ・インゲブリクトセンが2000mの世界記録を更新したことで、エルゲルージの持つ世界記録は1500mと1マイルのみとなった。

## 主な成績
| 年   | 大会                     | 場所                       | 種目    | 結果 | 記録     |
| ---- | ------------------------ | -------------------------- | ------- | ---- | -------- |
| 1992 | 世界ジュニア選手権       | ソウル(韓国)               | 5000m   | 3位  | 13'46"79 |
| 1995 | 世界室内選手権           | バルセロナ(スペイン)       | 1500m   | 1位  | 3'44"54  |
| 1995 | 世界選手権               | イェーテボリ(スウェーデン) | 1500m   | 2位  | 3'35"28  |
| 1996 | オリンピック             | アトランタ(アメリカ)       | 1500m   | 12位 | 3'40"75  |
| 1996 | IAAFグランプリファイナル | ミラノ(イタリア)           | 1500m   | 1位  | 3'38"80  |
| 1997 | 世界室内選手権           | パリ(フランス)             | 1500m   | 1位  | 3'35"31  |
| 1997 | 世界選手権               | アテネ(ギリシャ)           | 1500m   | 1位  | 3'35"83  |
| 1997 | IAAFグランプリファイナル | 福岡(日本)                 | 1マイル | 2位  | 4'04"55  |
| 1998 | IAAFグランプリファイナル | モスクワ(ロシア)           | 1500m   | 1位  | 3'32"03  |
| 1999 | 世界選手権               | セビリア(スペイン)         | 1500m   | 1位  | 3'27"65  |
| 2000 | オリンピック             | シドニー(オーストラリア)   | 1500m   | 2位  | 3'32"32  |
| 2001 | 世界室内選手権           | リスボン(ポルトガル)       | 3000m   | 1位  | 7'37"74  |
| 2001 | 世界選手権               | エドモントン(カナダ)       | 1500m   | 1位  | 3'30"68  |
| 2001 | IAAFグランプリファイナル | メルボルン(オーストラリア) | 1500m   | 1位  | 3'31"25  |
| 2003 | 世界選手権               | パリ(フランス)             | 1500m   | 1位  | 3'31"77  |
| 2003 | 世界選手権               | パリ(フランス)             | 5000m   | 2位  | 12'52"83 |
| 2004 | オリンピック             | アテネ(ギリシャ)           | 1500m   | 1位  | 3'34"18  |
| 2004 | オリンピック             | アテネ(ギリシャ)           | 5000m   | 1位  | 13'14"39 |

## 記録
- 800m　1分47秒18　（1995年6月2日）
- 1000m　2分16秒85　(1995年7月12日)
- 1500m　3分26秒00　（1998年7月14日、世界記録）
- 1マイル　3分43秒13　（1999年7月7日、世界記録）
- 2000m　4分44秒79　（1999年9月7日）
- 3000m　7分23秒09　（1999年9月3日）
- 5000m　12分50秒24　（2003年6月12日）